# Lucjan Wiernek
Lucjan Wiernek (ur. 15 grudnia 1935 w Długoszynie, zm. 5 maja 1997 w Łodzi) − polski aktor teatralny, telewizyjny i filmowy.

## Życiorys
W 1957 roku ukończył Państwową Wyższą Szkołę Teatralną w Łodzi. W sezonie 1957/1958 występował w Teatrach Dramatycznych w Poznaniu. Od 1958 r. związał się na stałe z Łodzią: w sezonie 1958/1959 był aktorem Teatru 7.15 (reżyser Roman Sykała), w latach 1959-1961 łódzkiego Teatru im. Jaracza. W 1961 r. związał się z Teatrem Powszechnym w Łodzi. Występował na jego scenie ponad 30 lat, aż do roku 1992. Okazjonalnie (lata 1974-1984) pełnił też funkcję asystenta reżysera.
W latach 1958–1983 występował w rolach epizodycznych w Teatrze Telewizji. Zagrał epizody w dwóch znanych serialach filmowych: w odcinku Stawki większej niż życie oraz serialu kryminalnym Kapitan Sowa na tropie.
W trakcie swej 39-letniej kariery scenicznej, występował na deskach kilku polskich scen teatralnych, głównie łódzkich:
- Teatry Dramatyczne – Teatr Polski, Poznań: 1957-1958
- Teatr 7.15, Łódź: 1958-1959
- Teatr im. Stefana Jaracza, Łódź: 1959-1961
- Teatr Powszechny w Łodzi: 1956-1957, 1961-1992
- Teatr im. Stefana Żeromskiego w Kielcach: 1976-1977

Zmarł w Łodzi w wieku 61 lat.

## Kariera sceniczna

### lata 50.
- 6 XI 1956: W małym domku Tadeusz Rittner, reż. Adam Daniewicz — jako Sielski (Teatr Powszechny w Łodzi)
- 30 III 1957: Człowiek i cień Jewgienij Szwarc, reż. Maria Kaniewska — jako Uczony (Teatr Powszechny w Łodzi)
- 6 IX 1957: Dziewczyna z dzbanem Lope de Vega, reż. Jan Perz — jako Don Diego (Teatry Dramatyczne — Teatr Polski, Poznań)
- 28 IX 1957: Jim i Jill Clifford Grey i Greatrex Newman, reż. Ryszard Sobolewski i Roman Sykała — jako Lumley (Teatry Dramatyczne — Teatr Polski, Poznań)
- 12 XII 1957: Lekkomyślna siostra Włodzimierz Perzyński, reż. Ryszard Sobolewski — jako Janek Topolski (Teatry Dramatyczne — Teatr Polski, Poznań)
- 20 III 1958: Wizyta starszej pani Friedrich Dürrenmatt, reż. Roman Sykała — w potrójnej roli: Kierownik pociągu, Pierwszy z chóru, Syn Illa (Teatry Dramatyczne — Teatr Polski, Poznań)
- 24 IV 1958: Niestałość serc Pierre de Marivaux, reż. Jan Perz — jako Dworzanin (Teatry Dramatyczne — Teatr Polski, Poznań)
- 12 XI 1958: O człowieku, który zaślubił ... Anatole France, reż. Maria Kaniewska — jako Imć pan Gilles Bicourtier (Teatr 7.15, Łódź)
- 31 I 1959: Madame Sans Gene Victorien Sardou, reż. Roman Sykała — w potrójnej roli: Vinaigre, Cop, Pan X (Teatr 7.15, Łódź)
- 11 IV 1959: Cienie Michaił Sałtykow-Szczedrin, reż. Roman Sykała — jako Monsieur Kamarżincew (Teatr 7.15, Łódź)
- 23 V 1959: Dziewczęta z fotografii Gian Paolo Callegari, reż. Roman Sykała — jako Franco Tarasca (Teatr 7.15, Łódź).

### lata 60.
- 7 IV 1960: Widok z mostu Arthur Miller, reż. Roman Sykała — jako Rodolpho (Teatr im. Stefana Jaracza, Łódź)
- 18 VI 1960: Nasze kochane dziatki Nicola Manzari, reż. Karol Borowski i Janusz Mazanek — jako Riri (Teatr im. Stefana Jaracza, Łódź)
- 25 VI 1960: Kordian Juliusz Słowacki, reż. Jerzy Rakowiecki (Teatr im. Stefana Jaracza, Łódź)
- 29 IX 1960: Pierwszy dzień wolności Leon Kruczkowski, reż. Karol Borowski — jako Karol (Teatr im. Stefana Jaracza, Łódź)
- 23 XII 1960: Strach i nędza III Rzeszy Bertolt Brecht, reż. Feliks Żukowski — w podwójnej roli: Speaker, Drugi SA-mann (Teatr im. Stefana Jaracza, Łódź)
- 10 VI 1961: Ondyna Jean Giraudoux, reż. Maryna Broniewska — jako Sługa I (Teatr im. Stefana Jaracza, Łódź)
- 5 IV 1962: Nie głaskało mnie życie po ... Władysław Broniewski, reż. Wiesław Szczotkowski — jako Młodzieniec II (Teatr Powszechny w Łodzi)
- 12 I 1963: Klub Pickwicka Charles Dickens, reż. Jan Bratkowski — jako Nataniel Winkle (Teatr Powszechny w Łodzi)
- 7 XI 1963: Szkoła obmowy Wojciech Bogusławski, reż. Jerzy Walden — jako Modnicki (Teatr Powszechny w Łodzi)
- 4 I 1964: Hamlet nie ma racji Gaspar Margit, reż. Andrzej Witkowski — jako Gabi (Teatr Powszechny w Łodzi)
- 6 III 1964: Romeo i Julia William Shakespeare, reż. Roman Sykała — jako Gość w domu Kapuletów (Teatr Powszechny w Łodzi)
- 5 XII 1964: Robin Hood wg Tadeusza Kraszewskiego, reż. Janusz Mazanek — jako Dickon z Oxtonu (Teatr Powszechny w Łodzi)
- 3 IV 1965: Dziady Adam Mickiewicz, reż. Roman Sykała — w potrójnej roli: m.in. jako Jankowski, Sekretarz (Teatr Powszechny w Łodzi)
- 2 X 1965: Dom otwarty Michał Bałucki, reż. Roman sykała — jako Adolf (Teatr Powszechny w Łodzi)
- 8 I 1966: Nasze miasto Thornton Wilder, reż. Tadeusz Żuchniewski — jako George Gibbs (Teatr Powszechny w Łodzi)
- 10 IV 1966: My Fair Lady A. J. Lerner i F. Loewe, reż. Roman Sykała — jako Przekupień (Teatr Powszechny w Łodzi)
- 14 XII 1966: Derby w pałacu Jarosław Abramow-Newerly, reż. Ryszard Sobolewski — jako Robotnik (Teatr Powszechny w Łodzi)
- 16 VI 1967: Klub kawalerów Michał Bałucki, reż. Jerzy Wróblewski — w podwójnej roli: Władysław Topolnicki, Antoś (Teatr Powszechny w Łodzi)
- 30 IX 1967: Noc spowiedzi Aleksiej Arbuzow, reż. Ryszard Sobolewski — jako Żandarm II (Teatr Powszechny w Łodzi)
- 9 XII 1967: Radziwiłł Panie Kochanku Roman Sykała, reż. Janusz Mazanek — jako Dworzanin (Teatr Powszechny w Łodzi)
- 17 II 1968: Bereziacy (program składany/kabaretowy/rewiowy), reż. Roman Sykała — jako Więzień (Teatr Powszechny w Łodzi)
- 30 III 1968: Baba-Dziwo Maria Pawlikowska-Jasnorzewska, reż. Mirosław Szonert — jako Kołopuk Genor (Teatr Powszechny w Łodzi)
- 10 VII 1968: Szelmostwa Skapena Molier, reż. Ryszard Sobolewski — jako Tragarz (Teatr Powszechny w Łodzi)
- 23 XI 1968: Rzecz listopadowa Ernest Bryll, reż. Roman Sykała — jako Młody Prozaik (Teatr Powszechny w Łodzi)
- 17 IV 1969: Płaszcz Nikołaj Gogol, reż. Mirosław Szonert — w podwójnej roli: Popryszczin, Dzielnicowy (Teatr Powszechny w Łodzi)
- 4 X 1969: Boso, ale w ostrogach Jan Tomaszewski, reż. Roman Sykała — jako Członek grupy Staszka (Teatr Powszechny w Łodzi).

### lata 70.
- 2 IV 1970: Henryk V William Shakespeare, reż. Maciej Bordowicz — jako Książę Orleanu (Teatr Powszechny w Łodzi)
- 20 VI 1970: Lizystrata Arystofanes, reż. Roman Sykała (Teatr Powszechny w Łodzi)
- 10 X 1970: Profesja pani Warren George Bernard Shaw, reż. Maria Malicka — jako Frank (Teatr Powszechny w Łodzi)
- 8 V 1971: Ksiądz Marek Juliusz Słowacki, reż. Maciej Bordowicz — jako Kazimierz Pułaski (Teatr Powszechny w Łodzi)
- 14 I 1972: Królewskie polowanie na słońce Peter Shaffer, reż. Roman Sykała — jako Wódz indiański (Teatr Powszechny w Łodzi)
- 25 III 1972: Król Lear William Shakespeare, reż. Maciej Bordowicz — jako Kuran (Teatr Powszechny w Łodzi)
- 19 I 1973: Alkad z Zalamei Pedro Calderón de la Barca, reż. Maciej Bordowicz — jako Don Mengo (Teatr Powszechny w Łodzi)
- 25 V 1973: Wielki człowiek do małych interesów Aleksander Fredro, reż. Henryk Szletyński — jako Tapicer (Teatr Powszechny w Łodzi)
- 12 X 1973: Matka Courage Bertolt Brecht, reż. Jerzy Hoffman — jako Człowiek z przewiązanym okiem (Teatr Powszechny w Łodzi)
- 4 XI 1973: Billy kłamca Willis Hall i Keith Waterhouse, reż. Romuald Szejd — jako Artur Crabtree (Teatr Powszechny w Łodzi)
- 16 II 1974: Szachy Stanisław Grochowiak, reż. Andrzej Maria Marczewski — asystent reżysera oraz jako Gestapowiec I (Teatr Powszechny w Łodzi)
- 22 XII 1974: Nowe cierpienia młodego W. Ulrich Plenzdorf, reż. Andrzej Maria Marczewski — asystent reżysera oraz jako Addi (Teatr Powszechny w Łodzi)
- 5 IV 1975: Wiśniowy sad Anton Czechow, reż. Ryszard Sobolewski — asystent reżysera oraz jako Urzędnik pocztowy (Teatr Powszechny w Łodzi)
- 30 X 1975: Turoń Stefan Żeromski, reż. Roman Kłosowski — jako Spiskowiec I (Teatr Powszechny w Łodzi)
- 21 II 1976: Szwejk Jaroslav Hašek, reż. Janusz Zaorski — w potrójnej roli: Aresztant II, Kucharz Jurajda, Suchy (Teatr Powszechny w Łodzi)
- 19 XII 1976: Nasza patetyczna Jan Bijata, reż. Ryszard Filipski — w podwójnej roli: Działacz, Robotnik II (Teatr im. Stefana Żeromskiego, Kielce-Radom)
- 19 III 1977: Premia Aleksandr Gelman, reż. Bohdan Poręba — jako Kochański (Teatr im. Stefana Żeromskiego, Kielce-Radom)
- 26 XI 1977: Ryszard III William Shakespeare, reż. Jerzy Hoffman — jako Posłaniec (Teatr Powszechny w Łodzi)
- 3 II 1979: Montserrat Emmanuel Robles, reż. Roman Kłosowski — jako Morales (Teatr Powszechny w Łodzi)
- 13 V 1979: Piotruś Pan J.M. Barrie, reż. Romana Kamińska i Bronisław Wrocławski — jako Głupek (Teatr Powszechny w Łodzi).

### lata 80.
- 22 XI 1980: Igraszki z diabłem Jan Drda, reż. Józef Gruda — jako Diabeł IV (Teatr Powszechny w Łodzi)
- 14 III 1981: Zbrodnia i kara Fiodor Dostojewski, reż. Mirosław Szonert — jako Stójkowy (Teatr Powszechny w Łodzi)
- 14 XI 1981: Betlejem polskie Lucjan Rydel, reż. Czesław Przybyła — w podwójnej roli, m.in. jako Kosynier (Teatr Powszechny w Łodzi)
- 20 III 1982: Szeryf Brandy Feridun Erol i Roman Gorzelski, reż. Feridun Erol i Barbara Fijewska — w podwójnej roli: Chińczyk, Indianin (Teatr Powszechny w Łodzi)
- 22 V 1982: Wesele Stanisław Wyspiański, reż. Maciej Bordowicz — jako Pan Młody (Teatr Powszechny w Łodzi)
- 26 II 1983: Cud mniemany, czyli Krakowiacy i Górale Wojciech Bogusławski i Jan Stefani, reż. Mirosław Szonert — jako Szymek (Teatr Powszechny w Łodzi)
- 14 I 1984: Barbara Radziwiłłówna Alojzy Feliński, reż. Aleksander Strokowski — asystent reżysera oraz jako Dowódca straży zamkowej (Teatr Powszechny w Łodzi)
- 15 XII 1984: Kartoteka Tadeusz Różewicz, reż. Marek Gliński — jako Chór (Teatr Powszechny w Łodzi)
- 2 XII 1985: Kram z piosenkami Leon Schiller, reż. Mirosław Szonert — w podwójnej roli: Pan Agapit, Właściciel "Panopticum" (Teatr Powszechny w Łodzi)
- 24 V 1986: Poskromienie złośnicy William Shakespeare, reż. Jan Nebesky — w podwójnej roli: Sługa IV, Józef (Teatr Powszechny w Łodzi)
- 30 XI 1986: Garaż Emil Bragiński i Eldar Riazanow, reż. Daniel Bargiełowski — jako Kamerzysta (Teatr Powszechny w Łodzi)
- 29 XI 1987: Pierścień i róża, czyli historia Lulejki i Bulby William Makepeace Thackeray, reż. Zbigniew Czeski — jako Dworzanin (Teatr Powszechny w Łodzi).

### lata 90.
- 16 XII 1990: Bal manekinów Bruno Jasieński, reż. Jan Buchwald — jako Manekin II męski (Teatr Powszechny w Łodzi)
- 26 V 1991: Ciężkie czasy Michał Bałucki, reż. Jerzy Szejbal — jako Babcia (Teatr Powszechny w Łodzi).

## Film
- 1954: Wiosna szkolna etiuda fabularna (czas: 6'30"), scen. i reż. Jerzy Gruza − jako pasażer ciężarówki (rola główna)
- 1960: Kwiaty dla ciebie szkolna etiuda fabularna (17'), scen. i reż. Włodzimierz Kamiński − obsada aktorska
- XII 1965: Kapitan Sowa na tropie serial fabularny, odc. 3 Termos − obsada aktorska (narzeczony Sucheckiej)
- 1968-69: Stawka większa niż życie, odcinek "Oblężenie", reż. Andrzej Konic – polski robotnik w fabryce Glassa[4]
- 1988: Ucieczka z miejsc ukochanych 8-odcinkowy serial fabularny, odc. 7 i 8.

## Telewizja
- 1958: Jutro Joseph Conrad, reż. Roman Sykała  − obsada aktorska[2]
- 15 III 1958: Lombard złudzeń spektakl telewizyjny, reż. Stefan Drewicz − obsada aktorska
- 20 VI 1958: Mariusz spektakl telewizyjny, reż. Henryk Drygalski − obsada aktorska (tytułowy Mariusz)
- 5 VII 1958: Kwiat paproci spektakl telewizyjny, reż. Ludomir Budzyński − obsada aktorska
- 23 III 1959: Cienie spektakl telewizyjny, reż. Roman Sykała − obsada aktorska
- 22 III 1968: Czerwone i czarne spektakl telewizyjny, reż. Roman Sykała − obsada aktorska
- 21 VI 1968: Sułkowski spektakl telewizyjny, reż. Ryszard Sobolewski − obsada aktorska (Oficer)
- 28 III 1969: Zamach spektakl telewizyjny, reż. Roman Sykała − obsada aktorska
- 9 I 1970: Tam i gdzie indziej spektakl telewizyjny, reż. Julian Dziedzina − obsada aktorska
- 7 IX 1970: Henryk V spektakl telewizyjny, reż. Maciej Bordowicz − obsada aktorska
- 7 V 1972: Szwejkowe przypowieści spektakl telewizyjny, reż. Tadeusz Worontkiewicz − obsada aktorska
- 28 XI 1974: Patron dla bocznej ulicy spektakl telewizyjny, reż. Tadeusz Worontkiewicz − obsada aktorska (Robotnik III)
- 2 II 1981: Colas Breugnon spektakl telewizyjny, reż. Tadeusz Junak − obsada aktorska
- 24 VIII 1981: Domek z kart spektakl telewizyjny, reż. Marek Okopiński − obsada aktorska (Gabardynowiec)
- 5 IX 1983: Samson i Dalila spektakl telewizyjny, reż. Maciej Bordowicz − obsada aktorska (Gość)
- 19 IV 1984: Rodzina Lubawinów spektakl telewizyjny, reż. Tadeusz Junak − obsada aktorska.

## Radio
- 26 XII 1970: Jak wam się podoba Penelopa? Ludwik Hieronim Morstin, reż. Jan Skotnicki − słuchowisko Teatru Polskiego Radia